# 村松駅 (新潟県)
村松駅（むらまつえき）は、かつて新潟県中蒲原郡村松町（現、五泉市）に存在した蒲原鉄道（蒲原鉄道線）の駅。1999年の同社線廃線後も村松駅前バスターミナルとしてそのまま使用されている。

## 歴史
- 1923年（大正12年）10月20日：当駅 - 五泉駅間開業時に開業。開業当初から当駅駅舎が蒲原鉄道の社屋であった。
- 1930年（昭和5年）7月22日：東加茂駅 - 当駅間の延伸開業により中間駅となる。
- 1980年（昭和55年）11月6日：道路拡張のため駅舎及び社屋を改築し、新駅舎及び新社屋（現：村松駅前バスターミナル及び蒲原鉄道本社屋）が竣工。旧駅舎は1982年（昭和57年）1月28日、北蒲原郡安田町（現：阿賀野市）へ移築復元され、安田民俗資料館[1]の本館[2]となった。
- 1985年（昭和60年）4月1日：加茂駅 - 当駅間の廃止により、再び終着駅となる。
- 1999年（平成11年）10月4日：全線廃止により廃駅となる。

## 駅構造
島式ホーム1面2線を有する地上駅で、社員配置駅。ホームと駅舎の間は構内踏切で連絡していた。
駅舎1階の改札口周辺には出札窓口、自動券売機の他、売店、旅行代理店（蒲鉄トラベル村松店）、トイレなどが設けられていた。
また五泉寄りには蒲原鉄道線の車庫が設置されており、車両が留置されていた。線路東側にはバスの車庫が設置されていたが、当線廃止後に線路敷跡及び車庫跡の一部を使用して拡張されている。
そのほかの駅跡地はコンビニエンスストア・ドラッグストアなどの店舗敷地、駐車場として使用されている。

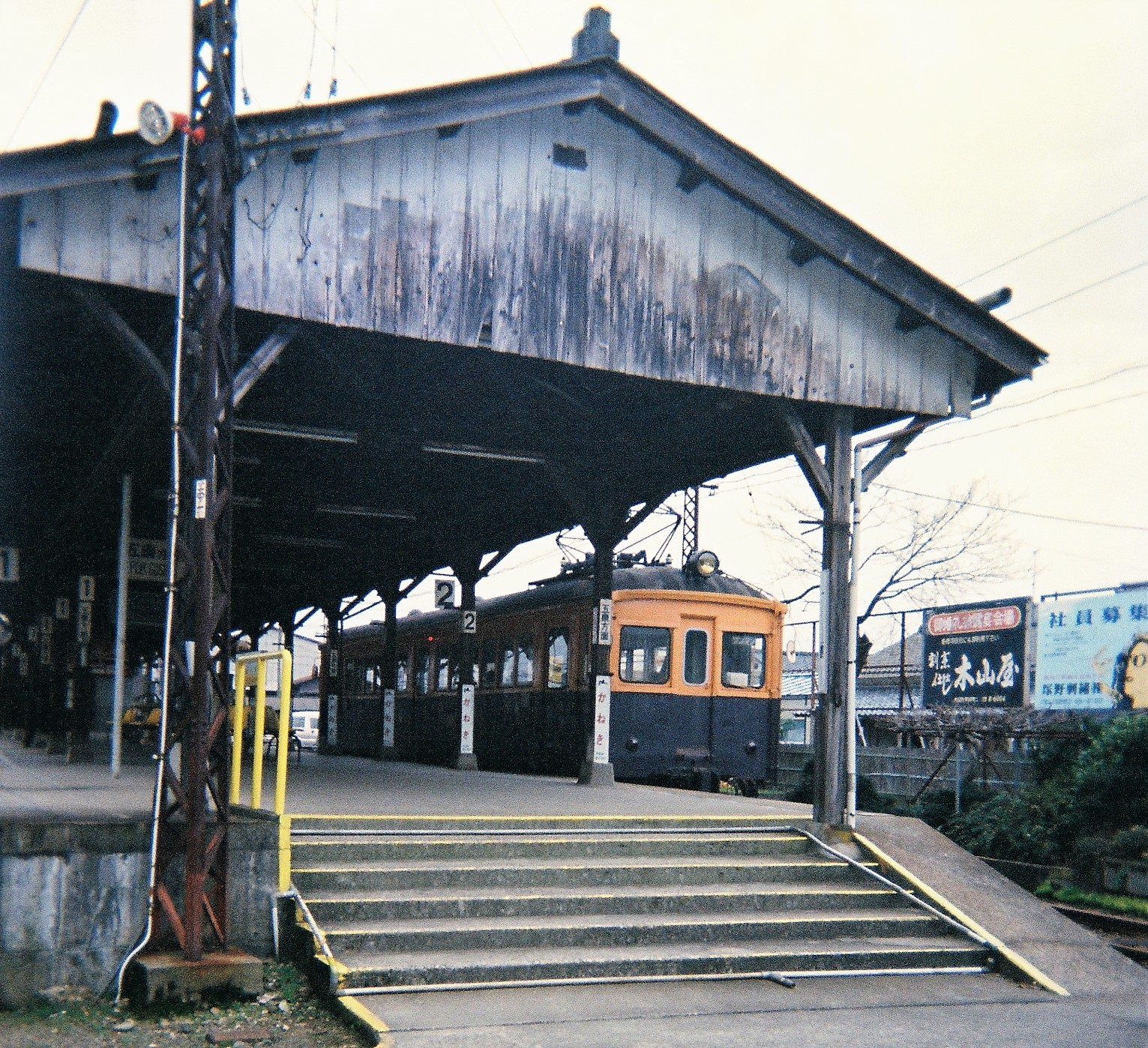
ホーム（1998年12月、駅舎寄り）
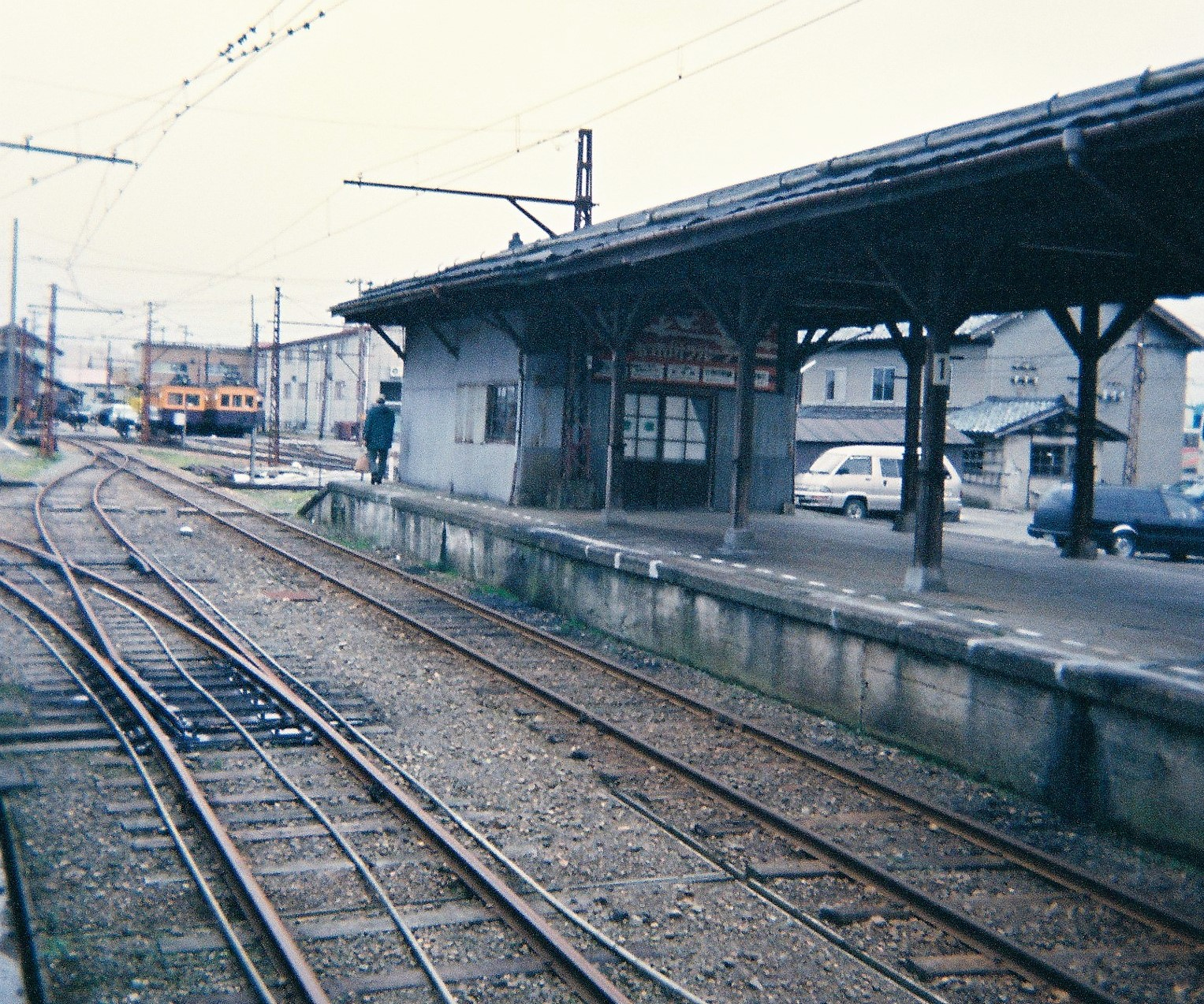
ホーム（1998年12月、五泉寄り）
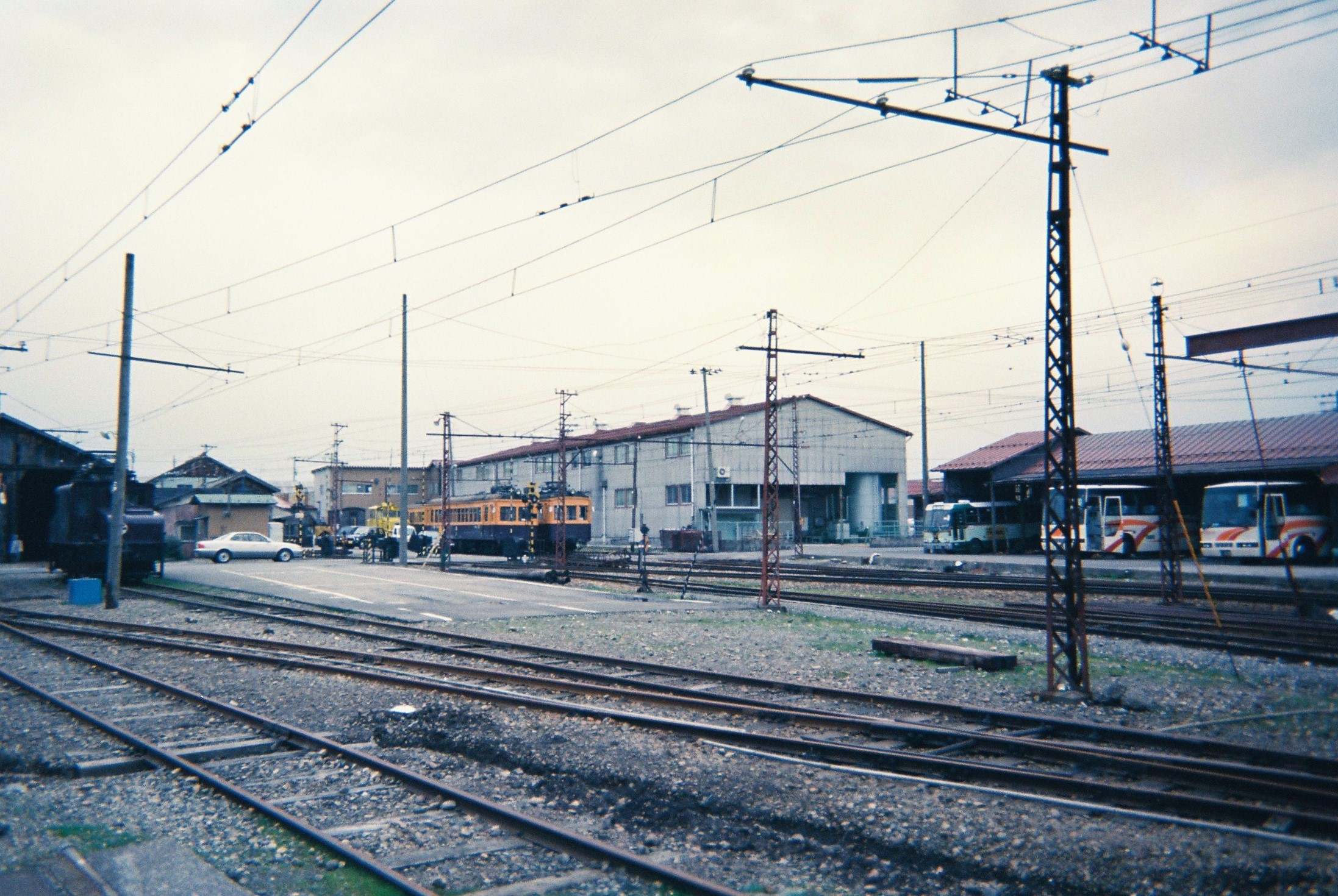
駅構内の蒲原鉄道線車庫（1998年12月）

## 現在の駅周辺

### バス路線
駅自体が蒲原鉄道の本社であるため、現在も建物が残り、旧駅舎正面入口上には「村松駅」の立体文字看板がそのまま掲げられている。
- 村松駅前バスターミナル
本社屋・旧駅舎に併設されているバスターミナル。蒲原鉄道による高速バスと、コミュニティバス「五泉市ふれあいバス」が発着する。この「ふれあいバス」は廃止された蒲原鉄道線に代わり、両市街地を循環もしくは往復によって連絡している。
  - 高速バス 新潟 - 村松線（蒲原鉄道が運行）
  - コミュニティバス「五泉市ふれあいバス」
  - 加茂市営市民バス

このほか、2010年9月30日までは蒲鉄小型バスによる路線バスが運行されていた（詳細は蒲原鉄道#路線の変遷、五泉市ふれあいバス#沿革を参照）。

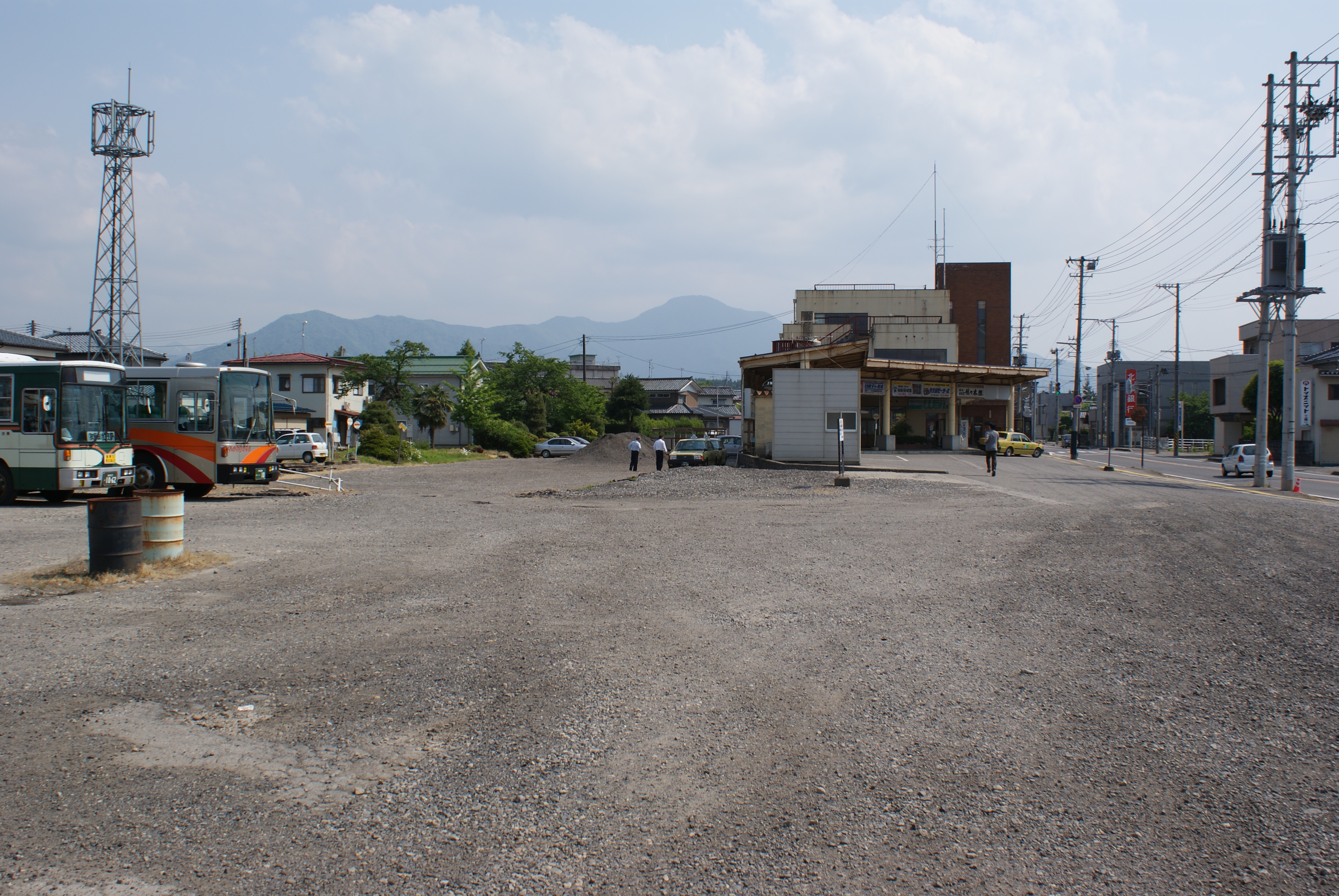
駅跡。五泉側から旧構内を見る（2008年5月）
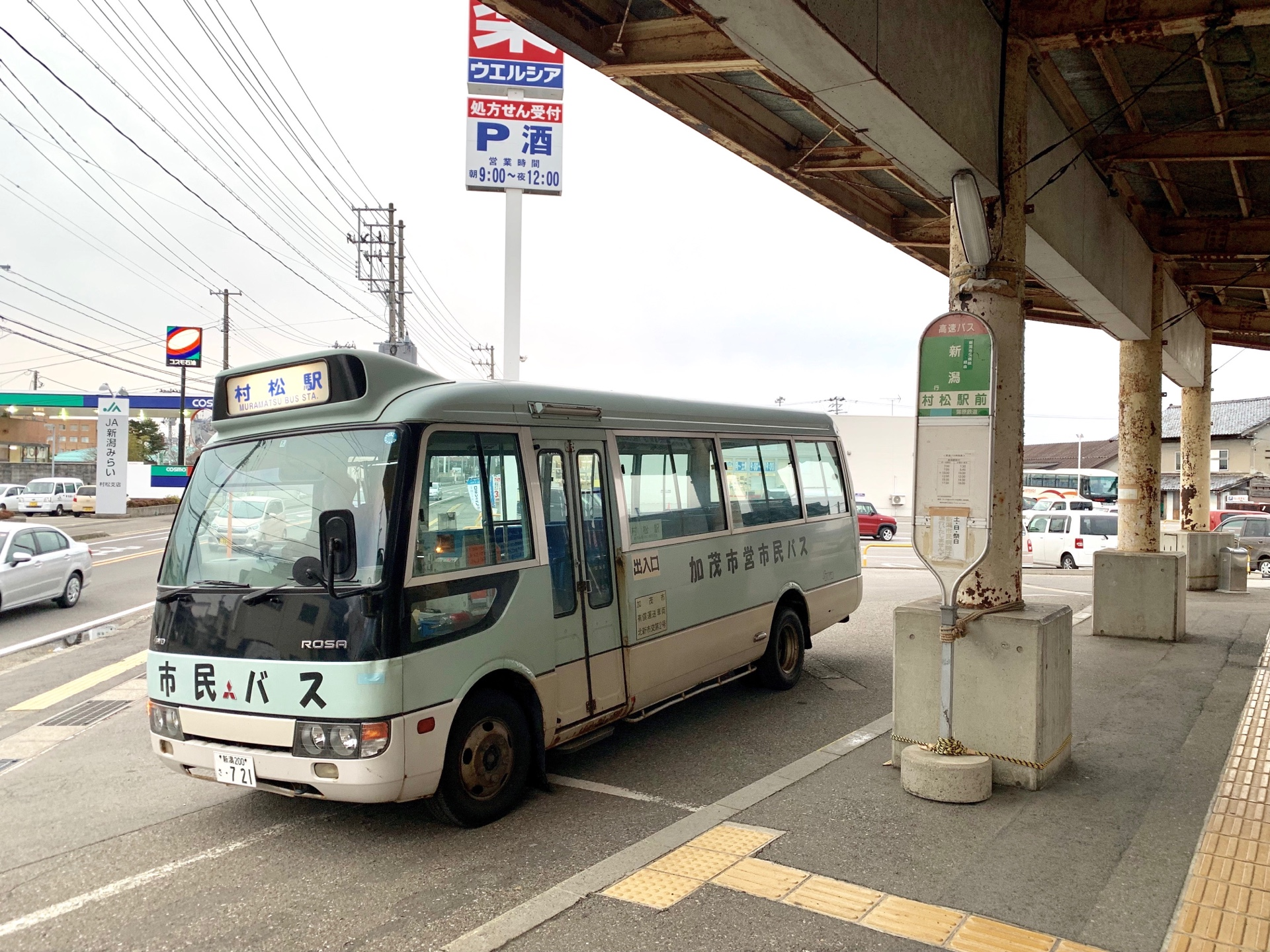
駅に乗り入れる加茂市営市民バス（2019年3月）

## その他
- 駅周辺の村松町当時の字名「駅前通」は2006年（平成18年）の五泉市・村松町合併後も新自治体に引き継がれ、「五泉市村松駅前通」となっている。

## 隣の駅
蒲原鉄道
蒲原鉄道線
西村松駅 - 村松駅 - 今泉駅